# Ліана Ліберато
Ліана Ліберато (англ. Liana Daine Liberato, нар. 20 серпня 1995 року, Галвестон) — американська акторка кіно і телебачення. Зіграла головну жіночу роль (у дитинстві) у фільмі 2014 року Найкраще в мені та знялася в драматичних фільмах «Останній пожирач гріхів» (2007) і «Траст» (2010), трилерах «Що приховує брехня» (2011) та «Експат» (2012), а також у фільмі жахів «Привид» (2013) і «Пляжний будинок» (2019). У 2017 році увійшла до акторського складу драми «Послушник», а в 2018 році зіграла головну роль у комедії «Банановий спліт».
З 2018 по 2019 рік Ліберато зіграла головну роль у серіалі американського потокового VOD-сервісу Hulu «Легкі як пір'їнка» в ролі Маккенни Брейді, за яку вона отримала дві номінації на премію «Денна Еммі» за найкращу головну жіночу роль у цифровому денному драматичному серіалі (2019) та «Видатна гра головної ролі в денній програмі» (2020).

## Життєпис
Ліана Ліберато народилася 20 серпня 1995 року у Галвестоні, штат Техас, США.
Кінодебют актриси був у серіалі « Мертва справа».
У США вона стала відома за роль Енні Кемерон у фільмі Девіда Швіммера « Довіра», який вийшов в обмеженому прокаті. У 3-річному віці Ліана почала грати в театрі «Broadway Bound», а через 7 років взяла участь у мюзиклі « Хлопці та лялечки».
Стала широко відома після ролі у фільмі "Найкраще у мені " .

## Фільмографія
- 2005 — Детектив Раш — Шарлотта в дитинстві
- 2005 — CSI: Місце злочину Маямі — Емі Меннінг
- 2005 — Особливий відділ — Діна Преслі
- 2007 — Останній пожирач гріхів — Кеді Форбс
- 2007 — Тиха гавань — Піп МакКензі
- 2008 — Доктор Хаус — Джейн
- 2009 — Сини Анархії — Трістон Освальд
- 2010 — Довіра — Енні Кемерон
- 2011 — Що приховує брехню — Ейвері
- 2012 — Експат — Емі[3]
- 2012 — Вільний віз — Ем Джей
- 2012 — Застряг у коханні — Кейт
- 2013 — Джейк у квадраті — Джоанн у молодості
- 2014 — Притулок/Логове Звіра- Сем
- 2014 — Якщо я залишусь — Кім Шейн
- 2014 — Найкраще у мені — Аманда в молодості
- 2014 — Дорога Елеонора — Елі Поттер
- 2017 — До кісток — Келлі
- 2017 — 1 миля до тебе — Хенні
- 2017 — Послушниця — сестра Емілі
- 2018 — Міра людини — Мішель Маркс
- 2018 — Банановий Спліт — Клара
- 2019 — До зірок — Меггі Річмонд
- 2019 — Пляжний будинок — Емілі[4][5]
- 2022 — Діг — Лола
- 2023 — Крик 6[6]
- 2023 — Засновано на реальних подіях — Торі Томпсон
- 2023 — Абсолютний убивця — Тіффані Кларк

## Нагороди та номінації
| Рік  | Нагорода                           | Категорія                                                                  | Робота                      | Результат |        |
| ---- | ---------------------------------- | -------------------------------------------------------------------------- | --------------------------- | --------- | ------ |
| 2010 | Міжнародний кінофестиваль у Чикаго | Найкраща актриса                                                           | Найкраще в мені             | Перемога  |        |
| 2011 | Асоціація кінокритиків Чикаго      | Найперспективніший виконавець                                              | Найкраще в мені             | Номінація |        |
| 2011 | Women Film Critics Circle Awards   | Найкраща молода актриса                                                    | Найкраще в мені             | Номінація |        |
| 2019 | Денна премія «Еммі»                | Найкраща виконавиця головної ролі в денному цифровому драматичному серіалі | Легкий як пір'їнка (серіал) | Номінація | [ 9 ]  |
| 2020 | Денна премія «Еммі»                | Видатне виконання головної ролі в денній програмі                          | Легкий як пір'їнка (серіал) | Номінація | [ 10 ] |